# Acrolophus variabilis
Acrolophus variabilis är en fjärilsart som beskrevs av Walsingham 1887. Acrolophus variabilis ingår i släktet Acrolophus och familjen Acrolophidae. Inga underarter finns listade i Catalogue of Life.